# SEKAI NO OWARI
Sekai no Owari (букв. перевод «конец света»; стилизуется SEKAI NO OWARI — японская-поп группа из Токио, созданная в 2005 году четырьмя участниками: Накадзином, Фукасэ, Саори и DJ LOVE.
С момента своего дебюта они выпустили 5 альбомов и различные синглы, а также снялись в собственном документальном фильме Tokyo Fantasy. Группа выступала на знаменитом стадионе Nissan Stadium, крупнейшей концертной площадке Японии, и в настоящее время считается одним из крупнейших музыкальных коллективов Японии. Их живые выступления и концерты также заслуживают похвалы, они считаются одним из самых качественных музыкальных событий во всем мире, часто сравниваемых с музыкальными фестивалями, такими как Tomorrowland и Ultra Music Festival. Участники группы также продюсировали и написали контент для нескольких японских певцов и групп, а ведущий вокалист Фукасэ вдохновил самого себя на создание синтезированного вокалоидного персонажа.
Ранее группа сотрудничала с другими всемирно известными артистами, такими как DNCE, Owl City, Ники Ромеро и Epik High (2018).

## История

### 2007—2009
SEKAI NO OWARI впервые выступили как инди-группа на созданной участниками музыкальной площадке «clubEARTH». Их первый концерт посетило всего 15 человек. Позже группа записала демо-альбом «Sekai no Owari» и выпустила его тиражом в 1000 копий. Фукасэ, ведущий вокалист квартета, объяснил, почему дал группе название End Of The World («конец света»): «Хотя бы раз в жизни все мы оказываемся на дне (у нас наступает „черная полоса“), и мы начинаем искать способ выбраться из этой ямы (стремимся к „белой полосе“). Так что я назвал группу End of the World для обретения силы [в которых я нуждаюсь, что бы найти дорогу к свету] благодаря создаваемой нами музыке».

### 2010—2012
SEKAI NO OWARI начали становиться популярными на японской сцене инди музыки. В августе 2011 года группа дала сольный концерт в стенах «Nippon Budokan». Здесь же выступали The Beatles в 1966 году. Билеты на выступление SEKAI NO OWARI были распроданы. В ноябре 2012 года группа выпустила второй студийный альбом «ENTERTAINMENT» и получила за него награду «Лучший альбом» на церемонии Japan Record Award.

### 2013—2014
В 2013 году коллектив впервые провел выступление на открытом воздухе под названием «Fire and Forest Carnival». Музыканты хотели дать величественный концерт, сравнимый с «Tomorrowland» — крупнейшим фестивалем электронной музыки. И они добились успеха: выступления длились три дня, и в общей сложности 60 0000 поклонников собрались на «Fire and Forest Carnival» — для группы новичков это великолепный результат. С тех пор отличительную особенность их концертов можно описать фразой «единственные и неповторимые»: уникальное оформление сцены и поражающие воображение выступления.
15 августа 2014 года в свет вышел «TOKYO FANTASY» — полуторачасовой фильм о SEKAI NO OWARI, съемками которого руководил французский режиссер Рафаэль Фрайдмэн. Позже эта документальный кинопроект был выпущен и на DVD.
В октябре 2014 года SEKAI NO OWARI вместе с группой Owl City выпустили песню под названием «Tokyo». Релизом этого сингла занималась компания Republic Records, входящая в холдинг [UMG Recordings]. Песня «Tokyo» вошла в состав пятого студийного альбома Owl City «Mobile Orchestra».
В ноябре 2014 года SEKAI NO OWARI выпустили сингл «Dragon Night», продюсером которого выступил голландский диджей Nicky Romero

### 2015–н.в:Treeи международный дебют

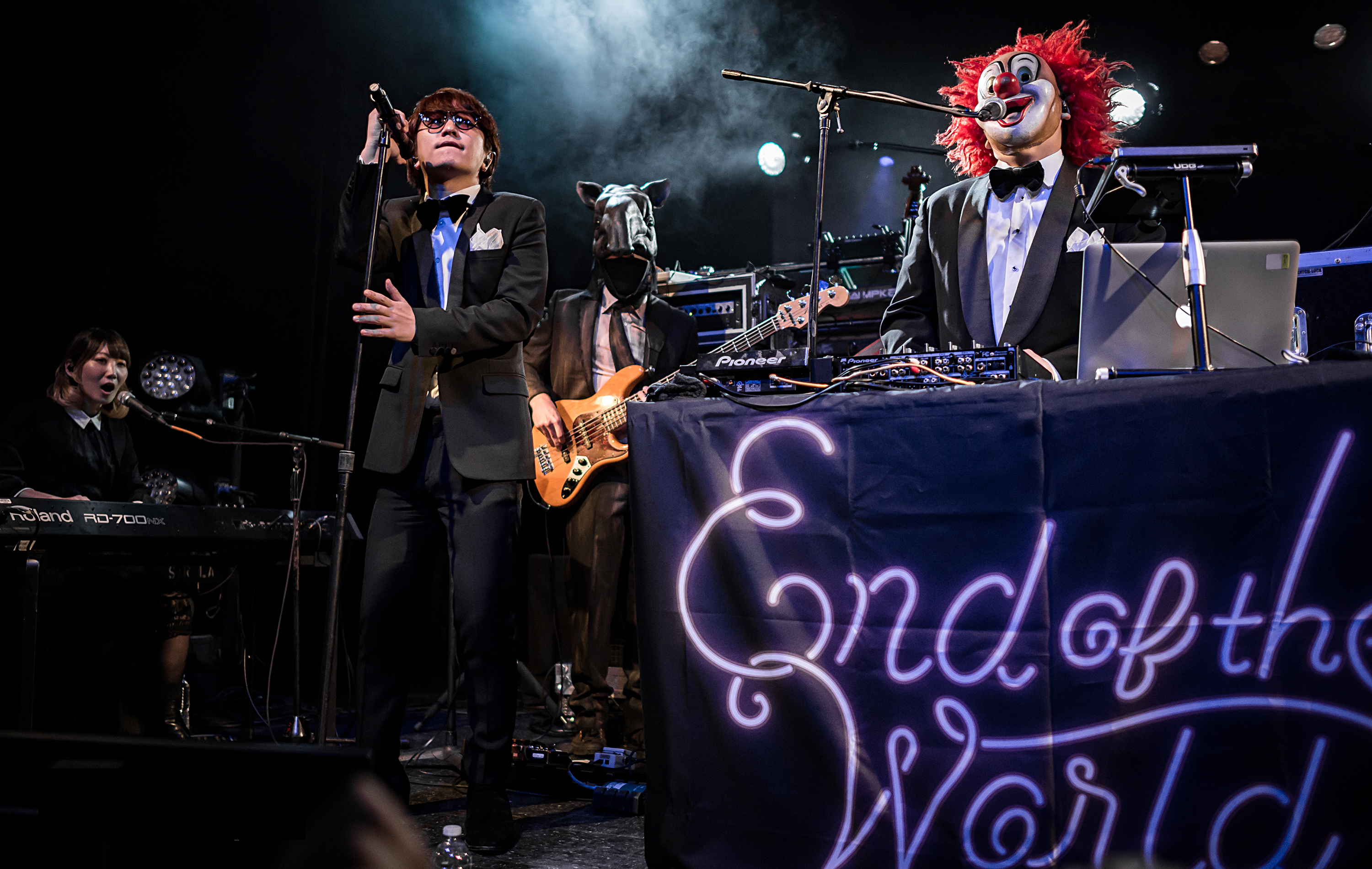
Sekai no Owari выступают с Clean Bandit в 2016 году.

В январе 2015 года SEKAI NO OWARI выпустили третий студийный альбом Tree, через 2 года и 7 месяцев после их предыдущего альбома. Он занял первые места различных чартов и был продан тиражом свыше одного миллиона копий, а также побил рекорды по цифровым загрузкам.
В июне на их канале YouTube была выпущена английская версия их хита «Dragon Night». В июле того же года группа провела двухдневное выступление «Twilight City» на сцене «Nissan Stadium» — крупнейшего стадиона Японии. Эту серию концертов посетило свыше 140 тыс. человек, а билеты были проданы быстро. Звезда американской поп-сцены, Остин Махоун, выступил в качестве приглашенного артиста.
Синглы группы «Anti-Hero» и «SOS» были выбраны в качестве саундтреков к фильмам «Атака Титанов. Фильм первый: Жестокий мир» и «Атака титанов. Фильм второй: Конец света» соответственно, и оба они были проданы тиражом 100 000 копий, а  «SOS» снова занял первое место в чартах альбомов Oricon, став третьим разом, когда группа достигает этого. Обе песни полностью исполняются на английском языке.
В августе было объявлено, что в четвёртой части «Vocaloid» (программном обеспечении фирмы Yamaha Corporation, имитирующем поющий голос человека на основе заданной мелодии и текста) будет использован вокал Фукасэ.
В сентябре 2015 года Sekai no Owari стали первой японской группой выступившим на MTV World Stage Malaysia 2015 перед 20 000 зрителей. Они исполнили 5 песен: «Anti-Hero», «Death Disco», «SOS», «Mr.Heartache» и «Dragon Night». Позже Sekai no Owari провели специальное концертное мероприятие на Тайване при поддержке KKBOX, а также была приглашена выступить на престижной тайваньской премии KKBOX Music Awards, представляя Японию.
В марте 2016 года Sekai no Owari объявили о своих планах дебютировать в Соединенных Штатах и работают над англоязычным альбомом, который изначально планировался на 2017 год. В декабре 2018 года участники объявили в социальных сетях, что их английский альбом Chameleon выйдет весной 2019 года с использованием английской версии их названия «End of the World», работая с известными продюсерами Ники Ромеро, Clean Bandit и Owl City. 27 февраля 2019 года группа выпустила два японских альбома: Eye (демонстрирующий дикую сторону группы) и Lip (с их фирменным поп-звучанием). Chameleon был выпущен 27 ноября 2020 года.

## Состав
- Сатоси Фукасэ (род. 13 октября 1985) — ведущий вокалист, гитарист и создатель концепции группы, бывший лидер.
- Накадзин (Синъити Накадзима) (род. 22 октября 1985) — лидер, ведущий гитарист, продюсер.
- Саори Фудзисаки (род. 13 августа 1986) — пианистка, клавишница, аккордеонистка, постановщица выступлений.
- DJ Love (род. 23 августа 1985) — диджей, подбор звуков.

## Дискография

### Студийные альбомы
- Earth (2010)
- Entertainment (2012)
- Tree (2015)
- Lip (2019)
- Eye (2019)
- Chameleon (2020)
- scent of memory (2021)

## Туры

### Японские туры
- Heart the eartH Tour (2010)
- One-Man Fall Tour (2010)
- Sekai no Owari Tour (2011)
- Sekai No Owari at Nippon Budokan !!! (2011)
- Sekai no Owari Zepp Tour "Entertainment" (2012)
- Sekai no Owari Hall Tour "Entertainment" (2012)
- Sekai no Owari Arena Tour "Entertainment" (2013)
- Fire and Forest Carnival (Tokyo Fantasy TreeLand) (2013)
- Nationwide Arena Tour Fire and Forest Carnival: Starland Edition (2014)
- Tokyo Fantasy with Owl City (2014)
- Twilight City with Austin Mahone (2015)
- The Dinner National Tour (2016)
- Tarkus National Tour (2017)
- INSOMNIA TRAIN Tour (2018)
- The Colors Tour  (2019)
- SEKAI NO OWARI DOME TOUR 2020 "Du Gara Di Du" (2020)

### Мировые туры
- Sekai no Owari U.S Tour (2016)
- The Colors Asia Tour 2019 (2019)

## Фестивали
- Summer Sonic Festival (2014)
- MTV World Stage Malaysia (2015)
- Sekai no Owari Special Live Show in Taiwan (2015)
- KKBOX Music Awards (2016)
- Jisan Valley Rock Festival South Korea (2016)
- Concrete & Grass Music Festival in Shanghai (2016)
- Clockenflap Music and Arts Festival Hong Kong (2016)

## Награды и номинации
| Год  | Премия                          | Номинация                        | Работа                                              | Результат |
| ---- | ------------------------------- | -------------------------------- | --------------------------------------------------- | --------- |
| 2011 | 3-ая CD Shop Awards             | Саб Гран-при                     | Earth                                               | Победа    |
| 2012 | 54-я Japan Record Awards        | Награда за отличный альбом       | Entertainment                                       | Победа    |
| 2013 | 5-я CD Shop Awards              | Finalist Award                   | Entertainment                                       | Победа    |
| 2014 | 56-я Japan Record Awards        | Награда за отличный альбом       | "炎と森のカーニバル", The Flame and Forest Carnival | Победа    |
| 2014 | MTV VMAJ                        | Лучшая караоке песня             | «RPG»                                               | Номинация |
| 2015 | 57-я Japan Record Awards        | Награда за отличный альбом       | Tree                                                | Победа    |
| 2015 | MTV VMAJ                        | Лучшее видео                     | «Anti-Hero»                                         | Номинация |
| 2015 | Space Shower Music Video Awards | Лучший артист года               |                                                     | Победа    |
| 2015 | MTV Europe Music Award          | Лучший японский артист           |                                                     | Номинация |
| 2016 | 58-я Japan Record Awards        | Награда лучшему аранжировщику    | «Hey Ho»                                            | Победа    |
| 2016 | Space Shower Music Video Awards | Best Group Artist                |                                                     | Победа    |
| 2016 | Mnet Asian Music Awards         | Лучший азиатский артист – Япония |                                                     | Победа    |
| 2017 | 59-я Japan Record Awards        | Награда за отличную работу       | «Rain»                                              | Победа    |
| 2017 | Space Shower Music Video Awards | Лучшая живая постановка          |                                                     | Победа    |
| 2017 | Space Shower Music Video Awards | Лучший поп артист                |                                                     | Номинация |
| 2018 | 60-я Japan Record Awards        | Награда за отличную работу       | «Sazanaka»                                          | Победа    |
| 2019 | Space Shower Music Video Awards | Лучшая живая постановка          |                                                     | Победа    |
| 2019 | Space Shower Music Video Awards | Лучший поп артист                |                                                     | Номинация |
| 2022 | Space Shower Music Video Awards | Лучший поп артист                |                                                     | Номинация |